# Carl Olof Nyman
Carl Olof Nyman, född 16 november 1931 i Hedvig Eleonora församling i Stockholm, död 14 augusti 2020, var en svensk direktör och talesperson för rättigheterna efter Astrid Lindgrens verk.
Nyman var son till konsthistorikern Thure Nyman och Ivy, ogift Nygren. Efter akademiska studier blev han filosofie kandidat. Han gjorde översättningar och gav ut läromedlet Svenska för gymnasieskolan (1974).
Carl Olof Nyman var tidigare VD för Saltkråkan AB och Tre Lindgren AB. Senare var han styrelseordförande i moderbolaget Mater Salikon AB. 2014 ägde han 9,8 procent av koncernen Mater Salikon AB med bland annat Saltkråkan AB, Salikon förlag och större delen av Astrid Lindgrens värld.
Carl Olof Nyman gifte sig 1958 med översättaren Karin Nyman (född 1934), dotter till direktören Sture Lindgren och författaren Astrid Lindgren. Tillsammans fick de fyra barn: Karl Johan (född 1959), Malin (född 1961), Nils (född 1964) och Olle (född 1968), av vilka de två sistnämnda innehar direktörsposter inom Saltkråkan AB. Carl Olof Nyman är begravd på Lidingö kyrkogård.